# Koepelorganisatie
Een koepelorganisatie of koepel is een vereniging of stichting waarin een aantal belangenorganisaties vertegenwoordigd zijn. Een koepelorganisatie wordt ook wel een federatie genoemd. Belangrijke karakteristieken zijn:
- Een koepelorganisatie bundelt de belangen van haar leden.
- Deze leden zijn zelf belangenorganisaties als verenigingen of stichtingen.
- De koepel vertegenwoordigt haar leden tegenover de overheid of andere belangengroepen die door hun eigen koepels vertegenwoordigd kunnen zijn.
- Koepelorganisaties zijn onderhandelingpartners tussen verschillende groepen en de overheid.

Voorbeelden van koepelorganisaties zijn:
- De Federatie Nederlandse Vakbeweging of FNV. De FNV is een federatie van vakbonden.
- International Tennis Federation, wereldwijde koepelorganisatie voor tennis.
- Katholiek Onderwijs Vlaanderen, koepelorganisatie van het katholiek onderwijs.
- Opperraad (vrijmetselarij), koepelorganisatie van korpsen van de vrijmetselarij.
- Bond Beter Leefmilieu, koepelorganisatie van milieu - en natuurvereniging.
- BirdLife International, koepelorganisatie in de vogelbescherming.